# Rothbury (Míchigan)
Rothbury es una villa ubicada en el condado de Oceana en el estado estadounidense de Míchigan. En el Censo de 2010 tenía una población de 432 habitantes y una densidad poblacional de 168,82 personas por km².

## Geografía
Rothbury se encuentra ubicada en las coordenadas 43°30′30″N 86°20′44″O / 43.50833, -86.34556. Según la Oficina del Censo de los Estados Unidos, Rothbury tiene una superficie total de 2.56 km², de la cual 2.34 km² corresponden a tierra firme y (8.7%) 0.22 km² es agua.

## Demografía
Según el censo de 2010, había 432 personas residiendo en Rothbury. La densidad de población era de 168,82 hab./km². De los 432 habitantes, Rothbury estaba compuesto por el 86.11% blancos, el 0.93% eran afroamericanos, el 3.47% eran amerindios, el 0% eran asiáticos, el 0% eran isleños del Pacífico, el 1.85% eran de otras razas y el 7.64% pertenecían a dos o más razas. Del total de la población el 14.81% eran hispanos o latinos de cualquier raza.